# Butchers Spur
Der Butchers Spur ist ein hoher, vereister Felssporn im westantarktischen Marie-Byrd-Land. Er fällt vom Mount Don Pedro Christophersen zum Polarplateau ab und markiert den Südrand des Königin-Maud-Gebirges.
An diesem Ort ließ der norwegische Polarforscher Roald Amundsen im November 1911 bei seiner erfolgreichen Südpolexpedition (1910–1912) einen Großteil der Schlittenhunde als Nahrungsvorrat für die Südpolmannschaft und die übrigen Hunde töten und benannte ihn als Butcher Shop (deutsch Metzgerei).